# Speedfeet 18'

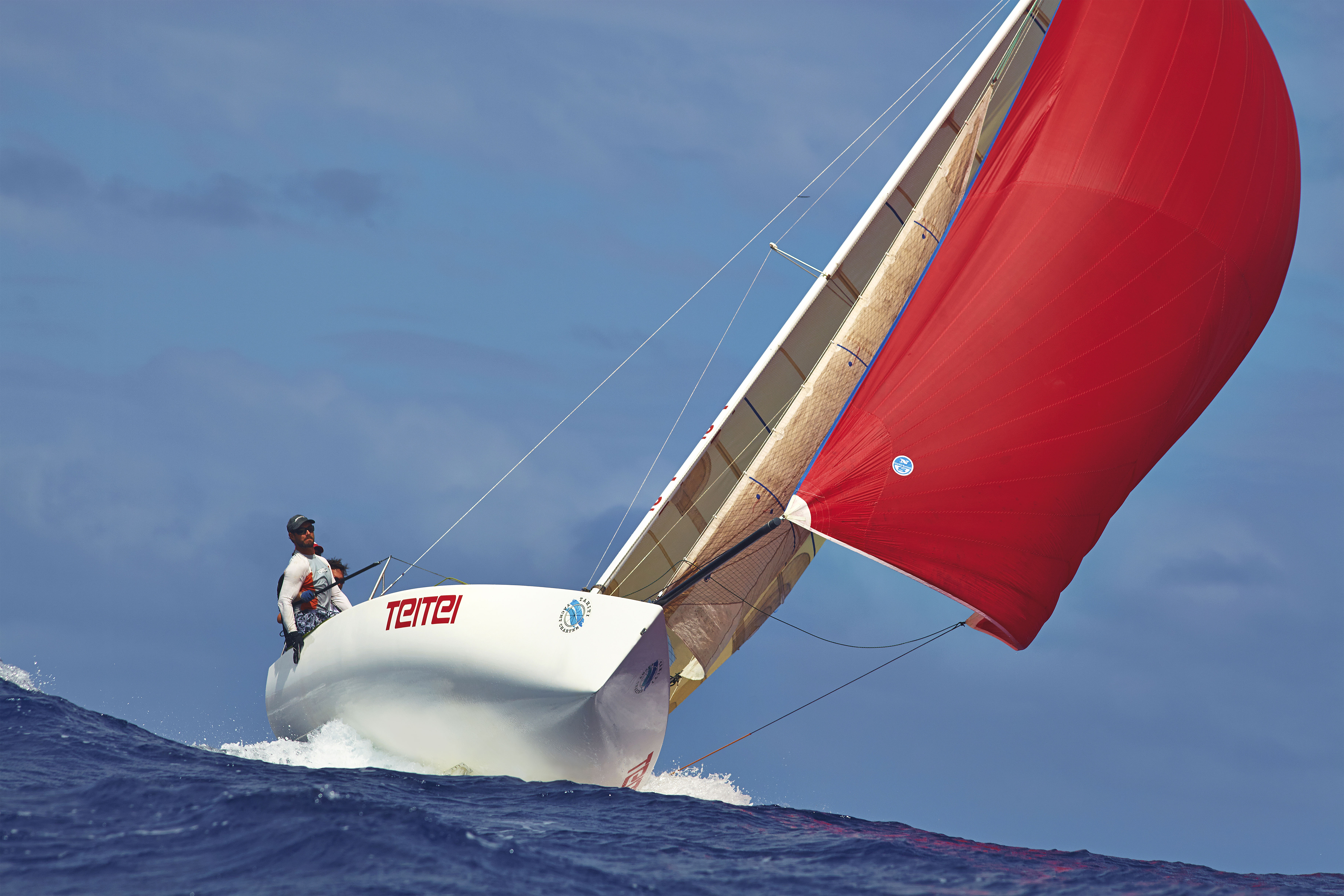
speed feet 18 au portant

Le speed feet 18' est un bateau de sport de 5,50 m (18′ 1″).
Ce bateau est un bateau de régate très performant existant en deux versions: quillard et dériveur.
Il est rapide et performant, très manœuvrant, simple de mise en œuvre car transportable sans permis particulier.
Il a été conçu par le cabinet d'architecture Marc LOMBARD, et est à ce jour, commercialisé sous le nom DJANGO SPEED FEET 18 par le chantier français Marée Haute.

## Quillard
- Longueur : 5,50 m
- Largeur : 2,49 m
- Tirant d'eau : 0,4/1,58 m
- Déplacement lège : 430 kg
- Surf. voile au près : 26,5 m2
- Spi : 42 m2
- Gréement : Carbone
- Bôme : carbone 2,9 m
- Tangon : carbone 2,75 m

## Dériveur
- Longueur : 5,50 m
- Largeur : 2,49 m
- Tirant d'eau : 0,4/1,75 m
- Déplacement lège : 430 kg
- Surf. voile au près : 21,5 m2
- Spi : 32 m2
- Gréement : Aluminium
- Bôme : carbone 2,9 m
- Tangon : carbone 2,75 m